# Constructor de interfaz gráfica
Un constructor de interfaz gráfica es una herramienta de programación que simplifica la creación de interfaces gráficas de usuario, permitiéndole al diseñador ordenar los widgets con un editor del tipo WYSIWYG. Sin un constructor de interfaz, ésta se puede construir manualmente, especificando en el código fuente cada parámetro del widget que se quiere usar, pero sin obtener una previsualización del proceso, como sí lo permite el constructor.
Las interfaces de usuario son comúnmente programadas usando programación dirigida por eventos, con lo que los constructores de interfaz gráfica también simplifican la creación de este tipo de códigos. Este código conecta widgets con los eventos entrantes y salientes, los cuales disparan funciones que proporcionan la lógica de la aplicación.

## Lista de interfaces gráficas de usuario

### Programas
- Axure RP
- Cocoa/OpenStep
  - Interface Builder
- Fast, Light Toolkit
  - FLUID
- GNUstep
  - Gorm
- GEM
  - Resource construction set
  - Interface by Shift Computer
  - ORCS (Otto's RCS)
  - K-Resource
  - Resource Master
  - Annabel Junior
  - WERCS by HiSoft
- GTK+
  - Glade Interface Designer
  - Gazpacho
  - Gideon Designer
- Intrinsics
  - Motif
    - Builder Xcessory
    - Easymotif
    - ixbuild
    - UIMX
    - X-Designer
- OpenWindows
  - guide (GUI builder)
- Qt
  - Qt Designer
- Tk (framework)
  - GUI Builder
  - Visual Tcl
- Wavemaker open source, browser-based development platform for Ajax development based on Dojo, Spring, Hibernate
- Windows Presentation Foundation
  - Microsoft Expression Blend
- wxWidgets
  - wxGlade
  - wxFormBuilder
- XForms (toolkit)
  - fdesign

### IDE Plugins
- NetBeans GUI design tool, formerly known as Matisse
- Visual Editor - A plugin for Eclipse 3.2 (Callisto)
- Himalia Guilder (for Visual Studio 2005)
- WxSmith (Code::Blocks plug-in)

## Lista de entornos de desarrollo

### Entornos de desarrollo integrado con interfaz gráfica de usuario
- Anjuta
- CodeGear RAD Studio (former Borland Development Studio)
- Clarion
- KDevelop
- Lazarus
- Microsoft Visual Studio
- MonoDevelop
- NetBeans
- Qt Creator
- Softwell Maker
- WinDev
- SharpDevelop